# Matthew Brammeier
Matthew Martin „Matt“ Brammeier (* 7. Juni 1985 in Liverpool, Vereinigtes Königreich) ist ein ehemaliger irischer Straßenradrennfahrer.

## Sportliche Laufbahn
Brammeier wurde 2003 britischer Straßenmeister im Straßenrennen der Juniorenklasse. Im Jahr darauf gewann er gemeinsam mit Mark Cavendish auf der Bahn den Lauf des UIV Cups beim Sechstagerennen in Dortmund. 2005 war er bei einem Teilstück des Girvan Three Day erfolgreich. 2006 bekam Brammeier einen Vertrag bei DFL-Cyclingnews-Litespeed und ab 2007 fuhr er für das belgische Continental Team Profel Ziegler. In seiner ersten Saison dort wurde er britischer Zeitfahrmeister in der U23-Klasse. Im selben Jahr wurde er beim Training von einem Lastwagen angefahren und brach sich beide Beine.
Ab Ende 2009 startete Matthew Brammeier für Irland. Bis 2017 wurde er fünfmal irischer Straßenmeister und einmal Zeitfahrmeister. 2011 fuhr er für das UCI WorldTeam HTC-Highroad und 2012 für Omega Pharma-Quick-Step, ohne sich international durchzusetzen. 2013 und 2014 fuhr er erneut für zwei Continental Teams.
Mit dem Team MTN-Qhubeka kehrte er 2015 in den Profiradsport zurück. Mit dem Gewinn der letzten Etappe der Ster ZLM Toer 2015 erzielte er den einzigen internationalen Sieg seiner Karriere. Im August 2015 verletzte sich Brammeier während der Tour of Utah schwer, als er eine Kurve übersah und nahezu ungebremst mit einem Begleitfahrzeug kollidierte. Er zog sich mehrere Brüche und einen Lungenriss zu.  
Nach zwei Jahren beim Team Dimension Data wechselte er 2017 zum irischen Team Aqua Blue Sport. 2018 gründete er gemeinsam mit seiner Frau, der Rennfahrerin Nikki Brammeier, MUDIIITA, ein Trainingsteam für junge britische Querfeldeinfahrer. Im Juni 2018 verkündete Matthew Brammeier seinen sofortigen Rücktritt vom Leistungsradsport. Ab August 2018 war er zeitweilig als Ausdauer-Nationaltrainer für British Cycling tätig.

## Erfolge
2003
- Britischer Meister – Straßenrennen (Junioren)

2007
- Britischer Meister – Einzelzeitfahren (U23)

2010
- Irischer Meister – Straßenrennen

2011
- Irischer Meister – Einzelzeitfahren
- Irischer Meister – Straßenrennen

2012
- Irischer Meister – Straßenrennen

2013
- Irischer Meister – Straßenrennen

2015
- eine Etappe Ster ZLM Toer